# Черниговская фабрика первичной обработки шерсти
Черни́говская фа́брика перви́чной обрабо́тки ше́рсти (укр. Чернігівська фабрика первинної обробки вовни) — бывшее предприятие лёгкой промышленности на Украине, занятое в шерстяной отрасли, расположенное на территории Новозаводского района Чернигова. Градообразующее предприятие города Чернигова XX века.

## История
Фабрика была основана в 1939 году. В связи со строительством фабрики, был построен рабочий посёлок фабрики. Во время Великой Отечественной войны была разрушена; в 1948 году была отстроена. После восстановления выпуск на фабрике мытой шерсти достиг довоенного уровня. В 1955 году осуществлена реконструкция, фабрика была оборудована производительным оборудованием. Фабрика выпускала рассортированную мытую шерсть, подготовленную для переработки на шерстяные изделия широкого ассортимента. Фабрика носила название имени Г. И. Петровского.
По инициативе работников предприятия, в 1967 году в сквере (сейчас Сказка) напротив фабрики был установлен памятник Петровскому Г. И. — бронзовый бюст (высота 1 метр) на кирпичном постаменте, облицованном мраморной крошкой (высота 2 метра); ныне демонтирован.
Площади предприятия сдаются в аренду. В 2019 году в одном из помещений бывшего предприятия была открыта фабрика по производству тканей (отдельное подразделение «Производственного объединения „ТК-Чернигов“ ООО „Текстиль-Контакт“»).

## Описание
27 июля 2000 года создано ООО «Укрпромруно» с размером статутного капитала 4 млн. грн., где основателями служат Герман Павел Фёдорович (90%) и Герман Юрий Леонидович (10%). Уполномоченное лицо — Герман Юрий Леонидович. На 2021 год активы составили ▲ 18,454 млн. грн., выручка (оборот) — ▼ 2,977 млн. грн., обязательства — ▲ 3,447 млн. грн.
Деятельность предприятия «Укрпромруно»:
1. основной — подготовка и прядение текстильных волокон
2. неспециализированная оптовая торговля
3. розничная торговля неиспользуемыми товарами в специализированных магазинах

24 декабря 2003 года создано ООО «Черниговшерсть-плюс» с размером статутного капитала 5 млн. грн., где основателями служат ООО «Укрпромруно» (93,2%) и Герман Юрий Леонидович (6,8%). Уполномоченное лицо — Герман Юрий Леонидович. На 2021 год активы составили ▼ 20,189 млн. грн., выручка (оборот) — ▼ 11,63 млн. грн., обязательства — 20,119 млн. грн. Внешнеэкономическая деятельность на 2021 год: объём импорта 400-450 тыс. грн., доход от экспорта 300-350 тыс. грн..
Конечным бенефициаром «Укрпромруно» и «Черниговшерсть-плюс» является Герман Павел Фёдорович.
Деятельность предприятия «Черниговшерсть-плюс»:
1. основной — подготовка и прядение текстильных волокон
2. другие виды торговли в неспециализированных магазинах

10 февраля 2006 года создано ООО «Черниговшерсть». На 2009 год активы составили 730-740 тыс. грн., выручка (оборот) — 0 грн., обязательства — 4,7-4,8 млн. грн. 5 ноября 2009 года предприятие в связи с банкротством было ликвидировано.